# Cantonul Béthune-Est
Cantonul Béthune-Est este un canton din arondismentul Béthune, departamentul Pas-de-Calais, regiunea Nord-Pas-de-Calais, Franța.

## Comune
| Comune           | Populație (1999) | Cod poștal | Cod INSEE |
| ---------------- | ---------------- | ---------- | --------- |
| Béthune          | 27 808 (1)       | 62400      | 62119     |
| La Couture       | 2 249            | 62136      | 62252     |
| Essars           | 1 732            | 62400      | 62310     |
| Hinges           | 2 003            | 62232      | 62454     |
| Locon            | 2 233            | 62400      | 62520     |
| Vieille-Chapelle | 697              | 62136      | 62851     |